# Quercus ningangensis
Quercus ningangensis (W.C.Cheng & Y.C.Hsu) C.C.Huang – gatunek roślin z rodziny bukowatych (Fagaceae Dumort.). Występuje naturalnie w Chinach – w prowincjach Hunan i Jiangxi, a także w regionie autonomicznym Kuangsi.

## Morfologia
PokrójZimozielone drzewo dorastające do 15 m wysokości.
LiścieBlaszka liściowa jest owłosiona od spodu i ma kształt od owalnie lancetowatego do podługowato eliptycznego. Mierzy 8–13 cm długości oraz 2–4 cm szerokości, jest piłkowana na brzegu, ma nasadę od klinowej do zaokrąglonej i wierzchołek od spiczastego do ogoniastego. Ogonek liściowy jest nagi i ma 15–30 mm długości.
OwoceOrzechy o podługowato elipsoidalnym kształcie, dorastają do 15–20 mm długości i 8–12 mm średnicy. Osadzone są pojedynczo w kubkowatych miseczkach do połowy ich długości. Same miseczki mierzą 10 mm średnicy.